# Бережнюк Максим Павлович
Максим Бережнюк (нар. 30 серпня 1986, Рівне) — український музикант-віртуоз, виконавець на традиційних духових інструментах, вокаліст, співзасновник гуртів «The Doox», «Kyiv Ethno trio», «BALAMUTY» та «Veseli vujky», учасник гурту стародавньої музики «Хорея Козацька». Асистент-викладач Київського національного університету культури і мистецтв.
Віртуозно володіє грою на традиційних духових інструментах України та світу, яких опанував близько 50 видів. Колекція музиканта налічує більше, ніж 100 відомих і рідкісних народних духових інструментів: сопілка, денцівка, дводенцівка, окарина, телинка, пан-флейта, дримба, дудка-викрутка, кавал, флояра, фрілка, сурма, бансурі, турецький ней, ріжок, хулусі, баву, дуда (українська волинка), галісійська гайта, сакпіпа, трембіта, ріг, шалмей, цинк, вірменський дудук, тощо.

## Життєпис
Народився 30 серпня 1986 року у м. Рівному.

### Освіта
У 2001 — закінчив клас Михайла Дітчука у Рівненській музичній школі №2.
2005 закінчив Рівненського музичного училища за класом сопілки та Пан флейти, клас викладача Ігоря Федорова.
2010 — закінчив факультет музичного мистецтва за спеціальністю «Фольклор» у Київському національному університеті культури і мистецтв. Клас професора Раїси Гусак — традиційні українські народні духові інструменти. Традиційний спів вивчав у класі Івана Синельникова (ансамбль «Кралиця»).

### Творчий шлях

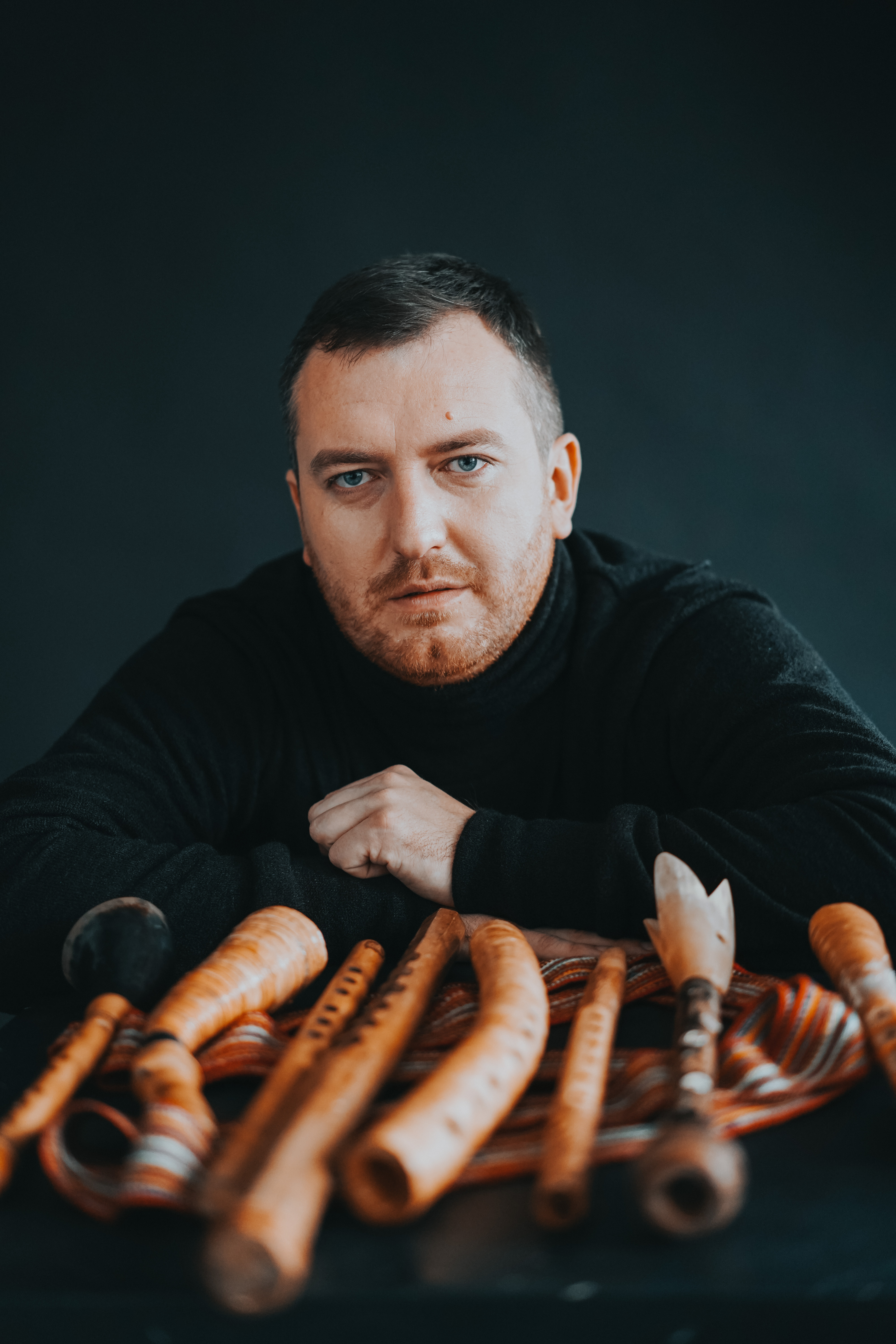
Максим Бережнюк зі своїми музичними інструментами.

Творчий шлях Максима Бережнюка розпочинався із традиційної музики Карпат і Волині, завдяки збереженню і відтворенню якої, музикант отримав чималу популярність на сучасній українській фольк-сцені.
З перших і вагомих досягнень духовика варто згадати його діяльність як соліста Київського академічного ансамблю української музики «Дніпро», участь у етно-рок гурті «Камо Грядеши», в альтернативному фольк-рок гурті «Merva», у фольклорному ансамблі «Кросна», також співпрацю із «SkyTrix», співзаснування колективів «Веселі Вуйки», «BALAMUTY» та «Kyiv Ethno trio».
Також, він співпрацював із гуртами «Ляпіс Трубєцкой», ТНМК, «ВВ», «Ле Гранд Оркестр» Олега Скрипки, Karna,  з репером Ярмаком. Співачками  Ілларією, Антоніною Матвієнко, бандуристами Романом Гриньківим, Ярославом Джусем.
Максим брав участь у проекті «Візерунчасті пісні» із Сусанною Карпенко та Сергієм Охримчуком. Грав у творчих дуетах із бандуристом Ярославом Джусем і піаністом Максимом Шоренковим.
Музикант неодноразово був лауреатом Всеукраїнських і Міжнародних фестивалів. Як сольний виконавець відвідав безліч міст України та світу. Серед них: Литва, Чехія, Франція, Німеччина, Болгарія, Канада, Швеція, Польща тощо.

## Дискографія
- «De Libertate» — в складі «Хореї Козацької» (2018)
- «Пісні Української революції» — в складі «Хореї Козацької» (2019)
- «Maksym Berezhnyuk» (2022)
- «Balamuty (Live)» — в складі гурту «Баламути» (2023)
- «Dudar Band» — в складі гурту «Dudar Band» (2023)

## Сторінки Максима Бережнюка в соцмережах
- Ютюб-канал Максима Бережнюка [Архівовано 12 травня 2014 у Wayback Machine.]
- Максим Бережнюк на Facebook.com
- Максим Бережнюк на Instagram.com